# Poul Schultz
Poul Schultz (27. juli 1923 - 1. juni 2013) var en dansk atlet. Han var medlem af Københavns IF.

## Danske mesterskaber
- Bronze 1950 Stangspring 3,60
- Bronze 1949 Stangspring 3,60

## Personlige rekord
- Stangspring 3,80 (1951)